# トゥー・ヴァージンズ
『「未完成」作品第1番 トゥー・ヴァージンズ』（原題：Unfinished Music No.1: Two Virgins）は、1968年に発表されたジョン・レノンとオノ・ヨーコのアルバムである。2人の最初の共同制作に当たる。

## 解説

### 制作の経緯
レノンは1960年代中盤から前衛音楽に興味を抱いて、アルバムを制作する構想を持っていた。彼は1966年11月にロンドンのインディカ・ギャラリーで、アメリカで前衛芸術家として活動していたオノと出会い、翌年には彼女の個展に出資したり、彼女をビートルズのレコーディング・セッションに招待したりした。彼が1968年2月から4月にかけてインドでマハリシ・マヘシ・ヨギの修行を受けていた時、2人は文通で密に連絡を取り合っていた。
彼女への思慕を次第に深めていったレノンは、1968年5月19日夜、妻シンシアの旅行中に彼女を自宅に招待し、明け方にかけて2人で前衛音楽を制作した。

### 内容
本作は2人が即興で出した音からなる12曲が収録されている。'Together'ではバックに1928年の同名ヒット曲が流れている。
本作で特筆すべきは、2人が共に全裸の姿で写っている白黒のジャケット写真であろう。表ジャケットには正面写真、裏ジャケットには振り向く姿を背後から撮影した写真が使用された。2人は本作を録音した後、ロンドン・メリルボーンのモンタギュー・スクウェア34番地にあるリンゴ・スターが借りたフラットで同棲生活を開始した。そして1968年10月にセルフタイマー機能を使って、これらの写真を自分達で撮影した。
裏ジャケットの写真の下には、ポール・マッカートニーが本作に寄せた以下の言葉が掲載された。

## 反響
2人のヌード姿を載せたジャケットはイギリスやアメリカは勿論、全世界で大きな物議を醸した。当時ビートルズのメンバーは1968年に設立されたアップル・レコードから、配給元のEMI（イギリス）やキャピトル・レコード（アメリカ）を介して自分達のレコードを発売していた。しかしEMIもキャピタル・レコードも本作の配給を拒否したため、イギリスではトラック・レコード、アメリカではテトラグラマトン・レコードにより発売され、ジャケットに2人の顔部分とタイトルをくり抜いた茶色無地のカバーを被せて店頭へ陳列されることとなった。
日本ではビートルズの作品を販売していた東芝音楽工業を初め、どのレコード会社も本作を発売しなかった。本作のジャケット写真を掲載したアングラ・レコード・クラブの雑誌『フォークリポート』の出版元は、猥褻文章図画販売の容疑で大阪府警と曽根崎署に強制捜査を受けた。

## 再発
1997年にライコディスクから初めてCD化され、日本では発表から29年にして、ビデオアーツ・ミュージックから発売された。英・米ステレオ盤LPで12曲に分かれていたセクションは、英モノラル盤LP同様「サイド・ワン」と「サイド・トゥー」と名づけられた2つのトラックに統合された。ボーナス・トラックとしてオノの自作曲「リメンバー・ラヴ」が追加収録された。

## 収録曲
1. "Two Virgins Side One": – 14:14
  - "Two Virgins No.1" (Lennon/Ono)
  - "Together" (De Silva, Brown, Henderson)
  - "Two Virgins No.2" (Lennon/Ono)
  - "Two Virgins No.3" (Lennon/Ono)
  - "Two Virgins No.4" (Lennon/Ono)
  - "Two Virgins No.5" (Lennon/Ono)
2. "Two Virgins Side Two": – 15:13
  - "Two Virgins No.6" (Lennon/Ono)
  - "Hushabye Hushabye" Copyright Control
  - "Two Virgins No.7" (Lennon/Ono)
  - "Two Virgins No.8" (Lennon/Ono)
  - "Two Virgins No.9" (Lennon/Ono)
  - "Two Virgins No.10" (Lennon/Ono)

Rykodisc CDbonus track: "Remember Love"